# تازوطة
تازوطة  (بالإنجليزية: TAZOUTA)‏ هي جماعة قروية تابعة لإقليم صفرو ضمن جهة فاس بولمان بالمغرب. بلغ مجموع عدد سكان  تازوطة حسب إحصاءات 2004 حوالي 5745 نسمة يعيشون في 1098 أسرة.

## إحصاء عام
| السنة | عدد السكان | عدد الأسر | عدد الأجانب |
| ----- | ---------- | --------- | ----------- |
| 1994  | 5588       | 989       | °°°°        |
| 2004  | 5745       | 1098      | 0           |

## دواوير الجماعة

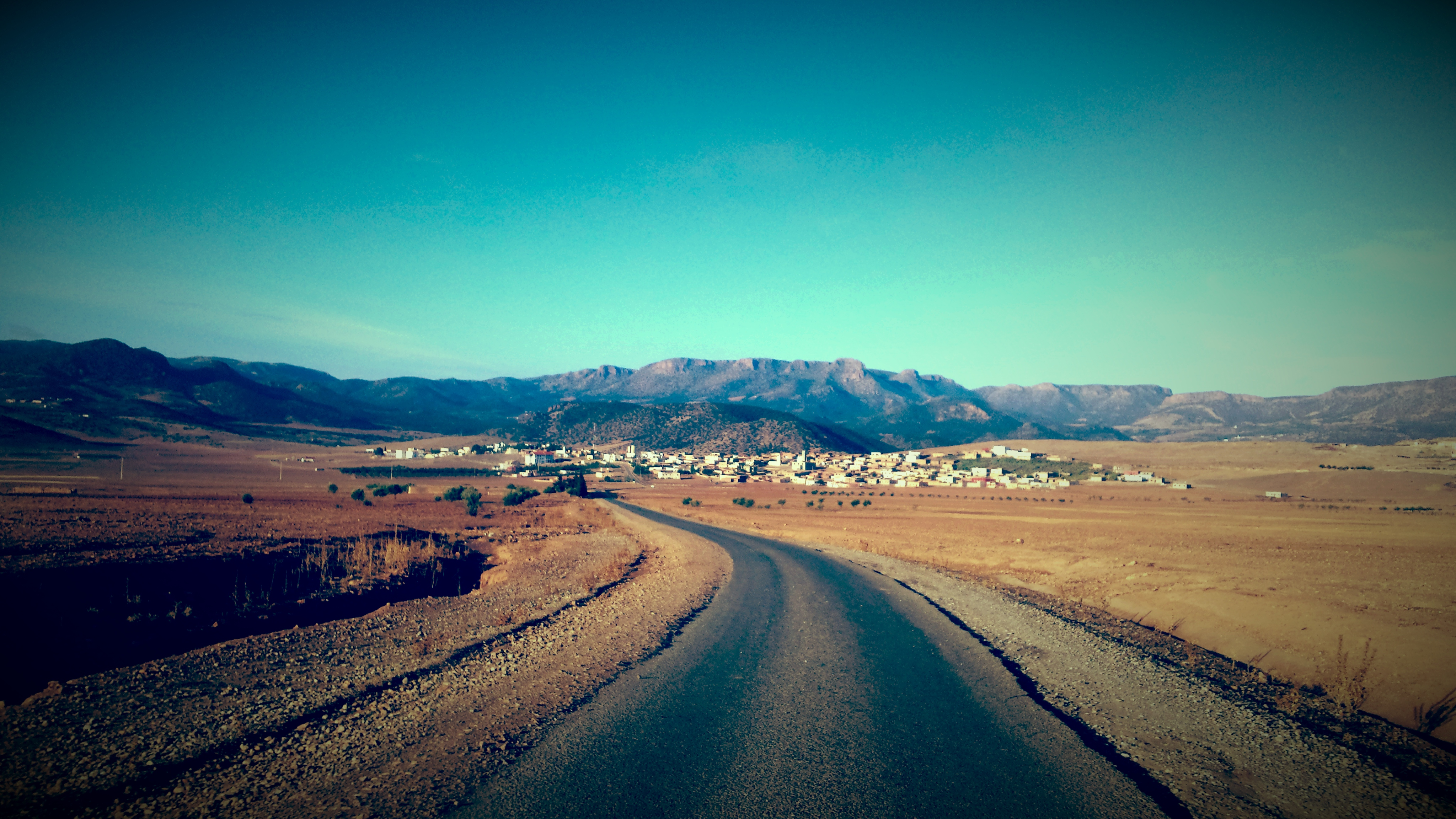
الطريق المؤدية لتازوطة

- الطريق المؤدية لتازوطةطحاطحا(ايت بلحسن) تامرموشت و المرس و تزي نتملالت

## مصادر

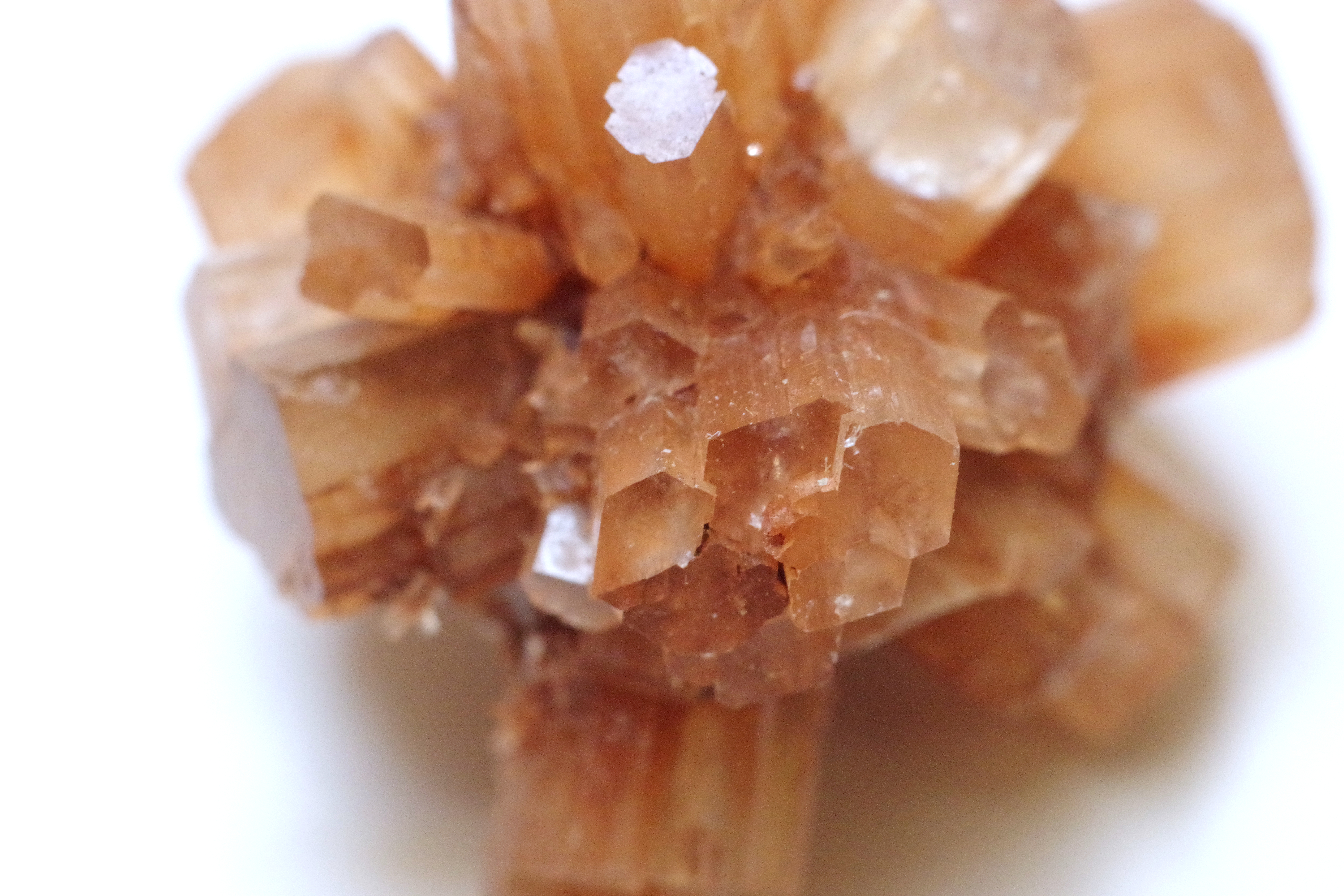
حجر أراكونيت تازوطة إقليم صفرو